# Gustave Claessen
Frédéric Gustave Claessen foi um ciclista belga que participava em competições de ciclismo de pista. Representou seu país, Bélgica, na prova tandem nos Jogos Olímpicos de Verão de 1920, embora não conseguiu terminar a corrida.